# 飛〜JUMP〜翔
「飛〜JUMP〜翔」（ジャンプ）は、2015年8月5日に発売された石井竜也の31枚目のシングル。

## 解説
前作「Where is Heaven」から約4年ぶりのシングル。アルバム『STONE』先行シングル。初回は米米CLUBとしてデビューしてからの30年を振り返るコンサートのダイジェスト映像収録DVDが同梱。初回盤と通常盤でジャケットが異なる。

## 収録曲

### DISC.1 （CD）
作詞・作曲：石井竜也　編曲：松ヶ下宏之
1. 飛〜JUMP〜翔
ミュージック・ビデオは石井監督・脚本。「日本が鎖国を未だに実行していた」前提での西暦2034年[2]が舞台の時代劇ショートムービー。ハワイで撮影された映像がメイン。
2. 熱愛が止まらない
3. YOU’RE SO SEXY
4. 飛〜JUMP〜翔 -Instrumental-

### DISC.2（初回盤DVD）
1. 30th Anniversary Live History